# KVerbos
KVerbos é um software educacional que ajuda pessoas a praticarem verbos em Espanhol. O programa vem com um conjunto de mais de 9.000 verbos em Espanhol e suas conjugações.
Você pode selecionar os verbos e tempos que você quer treinar. É possível treinar especialmente os verbos irregulares ou simplesmente visualizar uma forma verbal esquecida.
Ao escolher um verbo, é apresentada uma imagem em quebra-cabeças que se completará a partir das respostas corretas. O programa conta com um relógio, que mostra o tempo transcorrido e o restante.
O KVerbos, parte do Projeto Educacional do KDE, apresenta versões para Windows e Linux. A Licença Pública Geral GNU é versão 2.
Uma característica interessante da última versão é o uso do KFeeder. Trata-se de um programa independente que o usuário deve instalar separadamente, caso deseje utilizá-lo. Será possível observar o progresso da aprendizagem através de uma animação de um cachorro que corre e que será alimentado com ossos, caso seja um bom aluno. Ou se espreguiçará na maior parte do tempo, em caso contrário.
Atualmente, a versão 2 está em desenvolvimento.